# Phenacostethus posthon
Phenacostethus posthon är en fiskart som beskrevs av Roberts, 1971. Phenacostethus posthon ingår i släktet Phenacostethus och familjen Phallostethidae. Inga underarter finns listade i Catalogue of Life.